# Arrest-Bouamar
Het arrest-Bouamar is een arrest van het Europees Hof voor de Rechten van de Mens van 29 februari 1988 in de zaak Bouamar tegen België. Het arrest veroordeelde België wegens de opsluiting van minderjarigen in gewone gevangenissen. Deze opsluiting in een gewone gevangenis was destijds mogelijk door artikel 53 van de wet van 8 april 1965 op de jeugdbescherming.

## De feiten
Naïm Bouamar werd op 20 november 1963 geboren in Marokko. In 1972 kwam hij naar België. In 1980 werd hij tot negen keer toe door de jeugdrechter opgesloten in een gewone gevangenis (gevangenis van Lantin), omdat er in de jeugdinstellingen geen plaats was. Er volgde geen plaatsing in een jeugdinstelling, omdat Naïm Bouamar zijn leven beterde.

## Het arrest
De Belgische Staat werd door het Europees Hof voor de Rechten van de Mens veroordeeld wegens schending van artikel 5, §§ 1, d, en 4. Het Hof te Straatsburg stelde vast dat er destijds in Wallonië geen enkele gesloten instelling bestond om zwaar gestoorde minderjarigen in op te nemen. Met de opsluiting van een jongere in een huis van arrest kan geen opvoedkundig doel nagestreefd worden. Het EHRM onderzocht hoe de voorlopige opsluiting van minderjarigen zich verhoudt t.o.v. artikel 5, lid 1, littera d en lid 4 van het EVRM. Daaruit volgde de veroordeling van de Belgische Staat.

## Gevolgen van het arrest
Als gevolg van het arrest-Bouamar werd de noodoplossing van de opsluiting van minderjarigen in een gewone gevangenis per 1 januari 2002 afgeschaft door de wet van 4 mei 1999 tot wijziging van de wet van 8 april 1965 betreffende de jeugdbescherming.